# Hieracium valoddae
Hieracium valoddae là một loài thực vật có hoa trong họ Cúc. Loài này được (Zahn) Prain mô tả khoa học đầu tiên năm 1913.